# Apel (wojsko)
Apel — zbiórka wszystkich żołnierzy pododdziału w celach organizacyjnych. Odbywa się zwykle w godzinach porannych, popołudniowych i wieczornych. Apel poranny ma zazwyczaj na celu omówienie przedsięwzięć zaplanowanych na dany dzień. W czasie apelu popołudniowego odczytywany jest rozkaz dzienny dowódcy pododdziału. W czasie apelu wieczornego (w czasach funkcjonowania służby zasadniczej i obecnie w jednostkach szkolenia podstawowego) sprawdza się obecność żołnierzy skoszarowanych. 